# Fedja van Huêt
Fedja van Huêt (Haia, 21 de junho de 1973) é um ator neerlandês.

## Biografia
Van Huêt se formou na Academia de Artes Dramáticas de Maastricht. Integrou o elenco das companhias de teatro RO Theatre e Theatrecompagnie/Hollandia. Atualmente, está ligado à Toneelgroep Amsterdam.
Em 2001, recebeu o Bezerro de Ouro, o maior prêmio de cinema dos Países Baixos, de melhor ator pelo filme AmnesiA. Van Huêt manteve relacionamentos com as atrizes Katja Schuurman e Halina Reijn.

## Filmografia parcial
- Return to Oegstgeest (1987)
- Character (1997)
- Wilde Mossels (2000)
- AmnesiA (2001)
- The Preacher (2004)
- Waiter (2006)
- Loft (2010)
- The Zigzag Kid (2012)
- Daylight (2013)
- Soof (2013)
- Accused (2014)
- Bloed, zweet & tranen (2015)
- The Little Gangster (2015)
- J. Kessels (2015)
- De Held (2016)
- Amsterdam Vice (2019)
- Grenslanders (2019)
- Soof 3 (2022)
- Speak No Evil (2022)